# Продужена мождина
Продужена мождина (лат. medulla oblongata, чвор живота) је део централног нервног система. Она са Варолијевим мостом и средњим мозгом чини мождано стабло. Продужена мождина се наставља на кичмену мождину и спаја је са Варолијевим мостом. По грађи продужена мождина је веома слична кичменој мождини, али због укрштања влакана пирамидалних снопова сива маса нема лептираст облик који је карактеристичан за кичмену мождину.
Продужена мождина се често назива и чвор живота јер садржи аутоматске центре који регулишу центре за дисање, промер крвних судова (а самим тим и крвни притисак) и рад срца. Ови центри су смештени у еволуционо најстаријем делу можданог стабла, мрежастој структури која се састоји од сложених „мрежа“ нервних ћелија. Сви аутоматски центри примају информације са периферије тела и у зависности од тога мењају брзину дисања, број откуцаја срца у минути и крвни притисак. Сем ових центара у продуженој мождини налазе се и центри за гутање, лучење пљувачке, повраћање, кијање и кашљање.